# Ali Adnan Kadhim
Ali Adnan Kadhim Nassir Al-Tameemi (arabiska: علي عدنان كاظم ناصر التميمي), född 19 december 1993 i Hayy Qahira i Adhamiyah, Bagdad, Irak, är en irakisk fotbollsspelare som spelar för Vancouver Whitecaps i amerikanska MLS. Han är den första irakiska spelare som spelat i Serie A.